# Выдрица (Братислава)

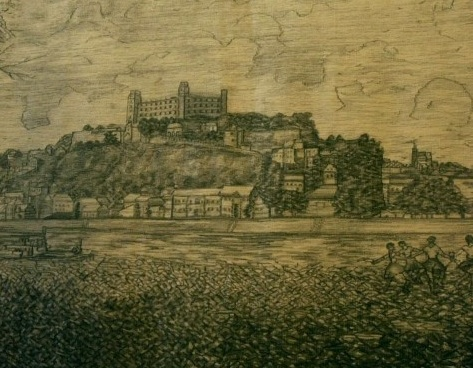
Выдрица в 19 веке или начале 20 века (справа)

Выдрица (по-словацки Vydrica, нем. Вайдритц/Weidritz, иногда Вёдритц/Wödritz, венгр. Вёдриц/Vödric) — ныне не существующее поселение под Братиславским замком в Старом городе.
Поселение возникло не позднее 1360 года, вероятнее всего, после того сюда переселились жители одноимённого населённого пункта, ранее располагавшегося в нынешней южной части братиславского района «Млынская (Мельничная) долина». Новая Выдрица изначально состояла из одной улицы, находившейся за воротами городских стен (с 15 века ворота также стали называться Выдрицкими воротами). 
С 18 века до начала Второй мировой войны Выдрица и её окрестности были известны как квартал проституток. Подавляющее большинство домов Выдрицы были снесены в 1960-1970 гг. в связи со строительством нового моста через Дунай. Сейчас планируется повторная застройка этой территории. 